# Sweet Home Chicago
Pour les articles homonymes, voir Home Sweet Home et Chicago (homonymie).
Singles de Robert Johnson
Come on My Kitchen /
 They're Red Hot
(1937) Hell Hound on My Trail / From Four Until Late
(1937)
Sweet Home Chicago (doux foyer de Chicago, en anglais) est un standard du blues de 1936, du bluesman auteur-compositeur-interprète-guitariste américain Robert Johnson. Ce premier et plus célèbre succès de son répertoire, intronisé Classic of Blues Recording du Blues Hall of Fame,, connait un important succès entre autres avec sa reprise du film Les Blues Brothers, de John Landis en 1980.

## Histoire
Robert Johnson (né en 1911 dans le delta du Mississippi) écrit et compose ce standard du blues et de delta blues de son Mississippi natal avec une musique inspirée de quelques éléments des titres Kokomo Blues de Scrapper Blackwell, et variante Old Original Kokomo Blues, de Kokomo Arnold de 1928, avec pour paroles « Ooh, baby don't you want to go ? Back to the land of California to my sweet home Chicago... » « Ooh, bébé ne voudrais tu pas partir, revenir de Californie vers mon doux foyer de Chicago... ».
Il enregistre ce titre le 23 novembre 1936 (en deux prises, dont il ne reste qu'une seule, avec le titre Walkin' Blues sur la face B) avec les 16 premiers titres de sa carrière (dont Cross Road Blues, et Terraplane Blues...) en s'accompagnant à la guitare et à l'harmonica, durant trois jours d'enregistrement dans un studio improvisé de la chambre 414 (devenue mythique) du Gunter Hotel (en) de San Antonio au Texas, pour le label Vocalion Records. Alors âgé de 25 ans, son disque 78 tours Terraplane Blues vendu à 5 000 exemplaires, marque le premier succès de sa très courte carrière, avant qu'il ne disparaisse prématurément deux ans plus tard à l'âge de 27 ans. La réédition en 1961 des 29 enregistrements de sa courte carrière en album King of the Delta Blues Singers (le Roi des chanteurs de delta blues) le font reconnaître plus de 20 ans après sa disparation comme « un des meilleurs chanteurs de blues de tous les temps » (« le chanteur de blues le plus important qui ait jamais vécu » selon Eric Clapton).

## Single et albums
- 1937 : Single Sweet Home Chicago (avec Walkin' Blues en face B)
- 1961 : Album King of the Delta Blues Singers (« le Roi des chanteurs de delta blues »)
- 2003 : Album King of the Delta Blues Singers, Vol. II

## Reconnaissance et postérité
Sweet Home Chicago est l'une des premières chansons intronisées au Blues Hall of Fame de la Blues Foundation en tant qu'« enregistrement classique du blues » en 1983. Elle figure également dans la liste des « 500 chansons qui ont façonné le rock 'n' roll » (500 Songs That Shaped Rock and Roll) du Rock and Roll Hall of Fame.

## Reprises
Ce standard du blues est repris par de nombreux interprètes, dont entre autres Roosevelt Sykes (1955), Junior Parker (1958), Magic Sam (1967), Earl Hooker (1970), Taj Mahal (1970), Robert Lockwood Jr. (1975), Muddy Waters (1978), Canned Heat (1987), Ben Harper (1992), Fleetwood Mac (1995), Peter Green (1998), Jean-Jacques Milteau (1998), Status Quo (2000), Luther Allison (2001), John Hammond (2003), Keb' Mo' avec Corey Harris (2003), Leningrad Cowboys (2003), Mick Taylor (2003), Steve Miller Band (2011), Freddie King, Johnny Otis, The Radiators, Albert Collins, Alexis Korner, Mike Bloomfield...
- 1990 : International Rock Awards (en), interprétée par Eric Clapton, Buddy Guy, Bo Diddley, Lou Reed, Neal Schon, Steven Tyler, Joe Perry, Richie Sambora, et Dave Stewart...
- 2004 : Eric Clapton l’intègre dans son 16e album studio Sessions for Robert J.
- 2007 : Crossroads Guitar Festival de Chicago, interprétée par Buddy Guy, Eric Clapton, Johnny Winter, Robert Cray, Jimmie Vaughan et John Mayer.
- 2012 : Cahors Blues Festival, interprétée en jam session par Morblus (de), Justina Lee Brown, Stan Skibby, Pat McManus et Johnny Gallagher, le 15 juillet 2012.
- 2012 : Célébration du blues à la Maison-Blanche de Washington D.C., interprétée par le président des États-Unis Barack Obama, B. B. King, Buddy Guy, Mick Jagger, et Jeff Beck[10],[11]

## Au cinéma
- 1980 : Les Blues Brothers, de John Landis (The Blues Brothers: Music from the Soundtrack) interprétée par le groupe The Blues Brothers à la fin du film lors du grand concert organisé pour récolter des fonds afin de sauver de la faillite l'orphelinat dans lequel ont été élevés les deux frères Jake et Elwood Blues[5].
- 1986 : Crossroads, de Walter Hill, film biographique inspiré de l’histoire de Robert Johnson.